# Vieni fuori/L'uomo di ieri
Vieni fuori/L'uomo di ieri è il primo singolo dei Pooh. Il disco fu pubblicato in Italia nel febbraio 1966 dalla casa discografica Vedette.

## Il disco
I due brani vennero poi inseriti nel primo album dei Pooh, Per quelli come noi, anch'esso del 1966, in una nuova registrazione.

## Le canzoni
Vieni fuori è la versione italiana del brano Keep on running del musicista giamaicano Gerald Wilfred Edwards (1938-1992). Il brano raggiunse i vertici della classifica britannica grazie all'interpretazione che ne dette il complesso The Spencer Davis Group del quale faceva parte l'organista Steve Winwood. Keep on running trovò posto nei repertori dei musicisti italiani (ebbe uno svariato numero di interpretazioni e titoli: la incise il complesso The Nuraghs e ne fece una versione particolare la cantante Evy con il titolo L'abito non fa il beatnik).
La versione dei brani di questo singolo è differente rispetto alla versione dell'album. Il brano L'uomo di ieri, inoltre, viene presentato all'interno del long playing con il titolo Sono l'uomo di ieri.

## Formazione
- Valerio Negrini – voce, batteria
- Mauro Bertoli – voce, chitarra solista
- Mario Goretti – voce, chitarra ritmica
- Bob Gillot – voce, pianoforte, tastiere
- Gilberto Faggioli – voce, basso

## Tracce
LATO A
1. Vieni fuori (testo: Maurizio Vandelli – musica: Gerald Wilfred Edwards)

LATO B
1. L'uomo di ieri (testo: Pantros – musica: Francesco Anselmo)